# 8742 Bonazzoli
8742 Bonazzoli eller 1998 CB2 är en asteroid i huvudbältet som upptäcktes den 14 februari 1998 av den italienske astronomen Vincenzo Silvano Casulli vid Colleverde-observatoriet. Den är uppkallad efter Roberto Bonazzoli, vän till upptäckaren.